# Tekamah
Tekamah è una città degli Stati Uniti d'America, situata in Nebraska, nella contea di Burt, della quale è il capoluogo.
Qua nacque l'attore Hoot Gibson.